# 徐龙驹
徐龙驹（？—494年），南齊宦官，初侍奉安陸侯，後來為東宮齋帥。

## 生平
徐龙驹歷任羽林監、後閤舍人、黃門署令、淮陵郡太守。南齐皇帝蕭昭業宠幸偏爱中书舍人綦毋珍之、朱隆之、直将军曹道刚、周奉叔、宦官徐龙驹等人。任徐龙驹为后閤舍人，徐龙驹经常住在含章殿中，戴着黄纶帽，披着貂皮大衣，面朝南坐在案前，代替皇帝批阅文告。封惠懷縣男。西昌侯萧鸾專權，蕭昭業对徐龙驹说：“我想与萧锵一起合计收拾掉萧鸾，萧锵不同意，而我独自一人又不能办到，那么只好让萧鸾继续专权一阵子了。”萧鸾启奏皇帝，请求诛死徐龙驹，蕭昭業不得不违心同意。494年七月二十日，萧鸾派萧谌殺死蕭昭業。尸体运出宫中，灵柩停在徐龙驹的府中，用亲王的礼仪安葬。次日，萧鸾以太后之令追封废帝萧昭业为郁林王，迎立新安王萧昭文为皇帝。